# Athens Grand Prix Tsiklitiria
L'Athens Grand Prix Tsiklitiria è un meeting internazionale di atletica leggera, che si tiene annualmente nel mese di luglio allo Stadio olimpico Spyros Louīs di Atene.
Il meeting ha fatto parte del calendario dei circuiti Super Grand Prix (2003-2006) e Grand Prix (2000-2002 e 2007-2009).

## Edizioni

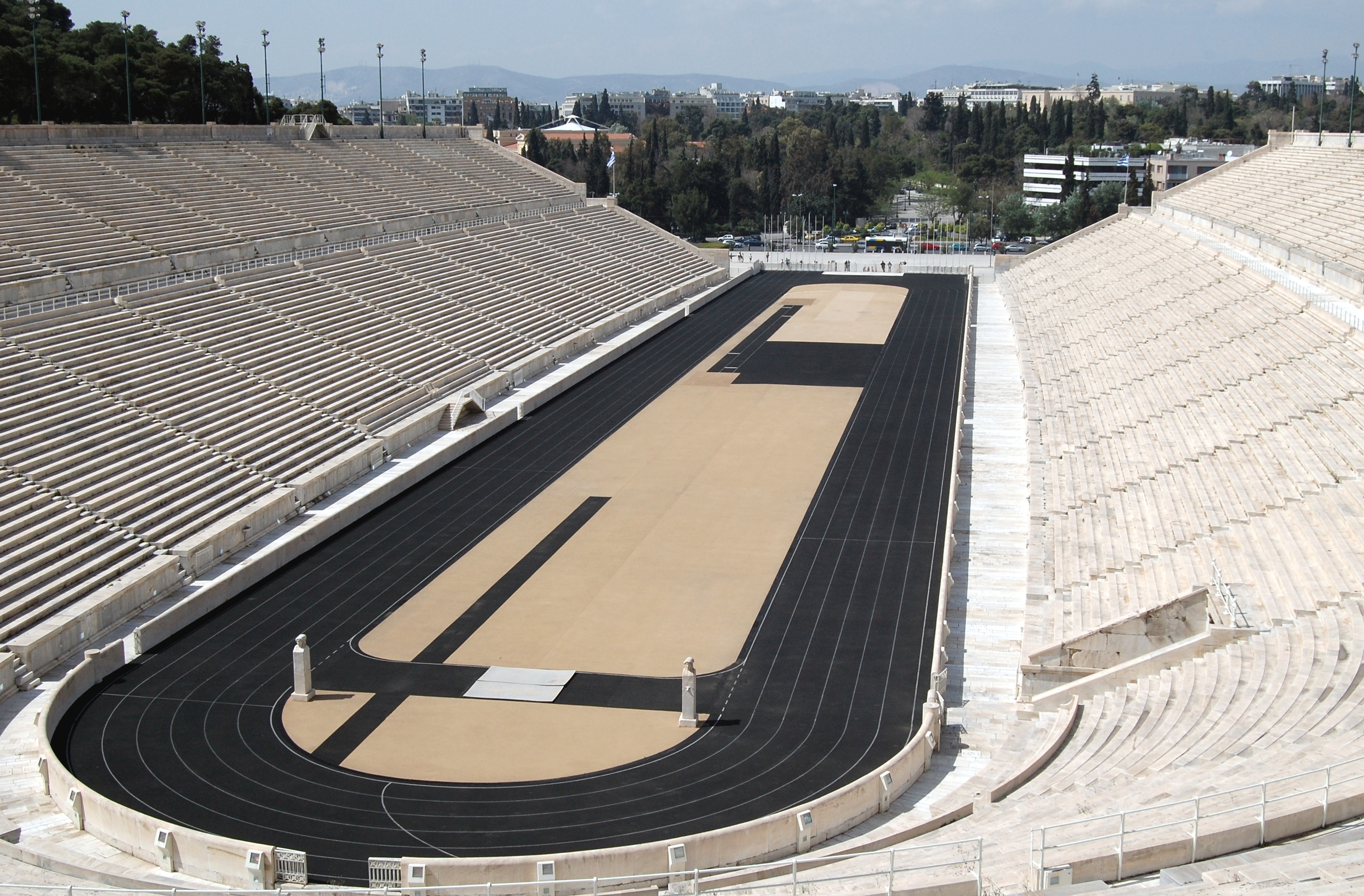
Lo Stadio Panathinaiko, teatro del meeting nelle prime edizioni

Di seguito la tabella delle ultime edizioni del meeting.
| Anno | Edizione | Circuito              | Dettagli                           |
| ---- | -------- | --------------------- | ---------------------------------- |
| 2006 |          | Super Grand Prix 2006 | Athens Grand Prix Tsiklitiria 2006 |
| 2007 |          | Grand Prix 2007       | Athens Grand Prix Tsiklitiria 2007 |
| 2008 |          | Grand Prix 2008       | Athens Grand Prix Tsiklitiria 2008 |
| 2009 |          | Grand Prix 2009       | Athens Grand Prix Tsiklitiria 2009 |